# David Nesvorný
David Nesvorný (1969), noto per i suoi contributi fondamentali allo studio della dinamica del sistema solare e delle famiglie asteroidali..

## Biografia
Dopo aver studiato fisica con specializzazione in astronomia presso l'Università Carolina di Praga tra il 1987 e il 1992, ha conseguito il dottorato in astronomia presso l'Universidade de São Paulo, in Brasile.
Ha trascorso un periodo post-dottorato presso l'Osservatorio di Nizza e dal 2001 lavora presso il Southwest Research Institute a Boulder, Colorado, dove ricopre il ruolo di Institute Scientist nel Dipartimento di Studi Spaziali . 
Nesvorný è considerato uno dei principali esperti mondiali nella dinamica dei piccoli corpi del sistema solare. I suoi studi includono:
- identificazione e la datazione delle famiglie asteroidali tramite il metodo HCM (Hierarchical Clustering Method);
- modellazione dell'evoluzione dinamica del sistema solare, inclusa la migrazione dei pianeti giganti e la formazione del disco di detriti;
- analisi delle collisioni asteroidali e dei processi di frammentazione;
- ricerca sull'origine delle comete e della polvere cosmica, concludendo che oltre l'85% di essa proviene da comete della famiglia di Giove, piuttosto che da asteroidi.[1]

Ha pubblicato oltre 270 articoli scientifici, molti dei quali sulle principali riviste scientifiche come Science, Nature e Icarus.

### Riconoscimenti
- Nel 2005 ha ricevuto il prestigioso Urey Prize dalla Division for Planetary Sciences dell'American Astronomical Society, riconoscimento assegnato a giovani scienziati per risultati eccezionali in scienze planetarie.[2]
- Nel 2013 è stato insignito della Kopal Lecture dalla Società Astronomica Ceca per i suoi contributi allo studio del sistema solare.